# (3741) Rogerburns
(3741) Rogerburns (1981 EL19) – planetoida z pasa głównego asteroid okrążająca Słońce w ciągu 4,64 lat w średniej odległości 2,78 j.a. Odkrył ją Schelte Bus 2 marca 1981 roku.